# Puerta del Petacal
Puerta del Petacal är en ort i Mexiko.   Den ligger i kommunen Tolimán och delstaten Jalisco, i den södra delen av landet, 500 km väster om huvudstaden Mexico City. Puerta del Petacal ligger 1 054 meter över havet och antalet invånare är 321.
Terrängen runt Puerta del Petacal är huvudsakligen kuperad, men åt nordväst är den platt. Runt Puerta del Petacal är det glesbefolkat, med 16 invånare per kvadratkilometer. Närmaste större samhälle är Tolimán, 6,2 km väster om Puerta del Petacal. I omgivningarna runt Puerta del Petacal växer huvudsakligen savannskog.